# Пиччоне, Кливио
Кливио Пиччоне (Пиччионе) (родился 24 февраля 1984 года в Монте-Карло) — автогонщик, представляющий Монако. Он принимал участие в сезоне 2005 GP2 за команду Durango и за David Price Racing в 2006.

## Карьера
Карьера Пиччоне началась с картинга в 1997, где он остался вплоть до 2001 перед уходом в Британскую Формулу-Форд. Он провёл там один сезон и дебютировал в национальном классе Британской Формулы-3 в 2002 за команду T-Sport. В 2003 он перешёл в основной класс за команду Manor, и остался в серии в 2004 за команду Carlin Motorsport.
В 2005 пилот из Монако принял участие в дебютном сезоне серии GP2, за команду Durango. Он также смог выиграть гонку, но не смог набрать много очков и перешёл в команду DPR Direxiv в 2006, набрав чуть больше очков, но старт был провальным. Он выступил в Мировой серии Рено в 2007.
Пиччоне принял участие в Сезоне 2008-09 А1 Гран-при в недавно сделанной команде Монако. Также он был обладателем постоянного места за рулём, в отличие от Hubertus Bahlsen.

## Результаты выступлений

### Результаты выступлений в серии GP2
| Легенда к таблице |                                                                    |
| --- | ------------------------------------------------------------------ |
| В таблице перечислены результаты всех гонок, в которых принимал участие гонщик. Строками таблицы являются сезоны, столбцами — этапы соревнований. В каждой клетке указаны сокращённое название этапа и результат, дополнительно обозначенный цветом. Расшифровка обозначений и цветов представлена в нижеследующей таблице. |                                                                    |
| \| Пример \| Описание \| \| ------------ \| ------------------------------------------------------------------ \| \| 1 \| Победитель \| \| 2 \| Второе место \| \| 3 \| Третье место \| \| 5 \| Финишировал, заработав очки \| \| Сход \| Не финишировал, но при этом заработал очки \| \| 12 \| Финишировал, не получив очков \| \| НКЛ \| Финишировал, но не попал в финальную классификацию \| \| 15 \| Участвовал вне зачёта, либо по отдельной классификации \| \| 18 \| Не финишировал, но попал в финальную классификацию \| \| Сход \| Не финишировал \| \| НКВ \| Не прошёл квалификацию \| \| НПКВ \| Не прошёл предквалификацию \| \| ДСК \| Дисквалифицирован \| \| ИСК \| Исключён из протокола соревнований \| \| ТТ \| Заявлен для участия только в тренировках \| \| НС \| Участвовал в квалификации, но не стартовал в гонке \| \| Т \| Травмирован или болен \| \| ОТК \| Отказ от участия \| \| НТР \| Прибыл на соревнования, но на трассу не выезжал \| \| НПР \| Был заявлен в числе участников, но не прибыл к началу соревнований \| \| О \| Соревнования отменены \| \| \| Не участвовал \| \| Поул-позиция \| \| \| Быстрый круг \| \| |                                                                    |
| Пример | Описание                                                           |
| 1 | Победитель                                                         |
| 2 | Второе место                                                       |
| 3 | Третье место                                                       |
| 5 | Финишировал, заработав очки                                        |
| Сход | Не финишировал, но при этом заработал очки                         |
| 12 | Финишировал, не получив очков                                      |
| НКЛ | Финишировал, но не попал в финальную классификацию                 |
| 15 | Участвовал вне зачёта, либо по отдельной классификации             |
| 18 | Не финишировал, но попал в финальную классификацию                 |
| Сход | Не финишировал                                                     |
| НКВ | Не прошёл квалификацию                                             |
| НПКВ | Не прошёл предквалификацию                                         |
| ДСК | Дисквалифицирован                                                  |
| ИСК | Исключён из протокола соревнований                                 |
| ТТ | Заявлен для участия только в тренировках                           |
| НС | Участвовал в квалификации, но не стартовал в гонке                 |
| Т | Травмирован или болен                                              |
| ОТК | Отказ от участия                                                   |
| НТР | Прибыл на соревнования, но на трассу не выезжал                    |
| НПР | Был заявлен в числе участников, но не прибыл к началу соревнований |
| О | Соревнования отменены                                              |
| | Не участвовал                                                      |
| Поул-позиция |                                                                    |
| Быстрый круг |                                                                    |

| Год  | Команда     | 1          | 2          | 3          | 4        | 5          | 6          | 7        | 8          | 9         | 10      | 11         | 12         | 13         | 14         | 15         | 16         | 17         | 18         | 19         | 20       | 21       | 22       | 23      | ЛЗ | Очки |
| ---- | ----------- | ---------- | ---------- | ---------- | -------- | ---------- | ---------- | -------- | ---------- | --------- | ------- | ---------- | ---------- | ---------- | ---------- | ---------- | ---------- | ---------- | ---------- | ---------- | -------- | -------- | -------- | ------- | -- | ---- |
| 2005 | Durango     | САН 1 15   | САН 2 Сход | ИСП 1 Сход | ИСП 2 8  | МОН 1 Сход | ЕВР 1 7    | ЕВР 2 1  | ФРА 1 8    | ФРА 2 ДСК | ВЕЛ 1 6 | ВЕЛ 2 Сход | ГЕР 1 Сход | ГЕР 2 17   | ВЕН 1 Сход | ВЕН 2 16   | ТУЦ 1 Сход | ТУЦ 2 11   | ИТА 1 11   | ИТА 2 14   | БЕЛ 1 12 | БЕЛ 2 19 | БАХ 1 13 | БАХ 2 7 | 15 | 14   |
| 2006 | DPR Direxiv | ВАЛ 1 Сход | ВАЛ 2 Сход | САН 1 Сход | САН 2 16 | ЕВР 1 11   | ЕВР 2 Сход | ИСП 1 16 | ИСП 2 Сход | МОН 1 4   | ВЕЛ 1 7 | ВЕЛ 2 3    | ФРА 1 13   | ФРА 2 Сход | ГЕР 1 8    | ГЕР 2 Сход | ВЕН 1 Сход | ВЕН 2 Сход | ТУЦ 1 Сход | ТУЦ 2 Сход | ИТА 1 7  | ИТА 2 3  |          |         | 12 | 18   |